# Johnny the Homicidal Maniac
Johnny the Homicidal Maniac, letteralmente Johnny il maniaco omicida, abbreviato in JTHM è il primo fumetto prodotto da Jhonen Vasquez. Questa serie racconta la storia di un serial killer di nome Johnny C. mentre scopre delle forze psichiche a lui interne, forse soprannaturali, che lo costringono a commettere omicidi costantemente; ciò mostra spesso un notevole grado di umorismo nero, usato principalmente in situazioni splatter e di horror psicologico.

## Creazione
Jhonen Vasquez iniziò disegnare all'asilo. Più tardi frequentò la Mount Pleasant High School, dove prese parte a una gara di disegno per la nuova immagine della mascotte della squadra della sua scuola, i Cardinal. Vasquez creò un'immagine che i giudici rifiutarono. Sul retro del foglio della fase preliminare della gara, disegnò il primo abbozzo della serie che più tardi avrebbe chiamato Jonny C. Il giornale della scuola pubblicò un numero di un fumetto intitolato Jhonny il piccolo maniaco omicida. Vasquez racconta che il personaggio prese origine come un suo personale alter ego che attuava le sue fantasie di vendetta. Rob Scharb fa la stessa osservazione. Comunque Vasquez ha sempre rinnegato l'identità tra la sua persona e il personaggio dei fumetti, asserando che Jonny non deve essere preso per un surrogato dell'autore. Vasquez creò sempre alla Mount Pleasnt Happy Noodle Boy, affinché la sua ragazza la smettesse di chiedergli di disegnare un fumetto per lei.
Nei primi anni novanta, Carpem Noctem, una rivista di stampo gotico, pubblicò alcune inserzioni di una pagina di Johnny, ora intitolato Johnny il maniaco omicida. Vasquez inviò esempi dei suoi lavori alla casa editrice di fumetti alternativa Slave Labor Graphics. Tra l'agosto 1995 e il gennaio 1997, l'editore creò una serie composta da sette capitoli basati sul personaggio. Finché Vasquez lavorava al fumetto, scriveva i dialoghi fintanto che disegnava. Vasquez disse che avrebbe voluto spendere più tempo a pianificare la serie, e sente che la qualità del dialogo ha risentito del suo approccio casuale.
Un amico di Vasquez, Leah England, diede a Vasquez l'ispirazione per un filler riguardante un bambino che è pericolosamente terrorizzato dall'idea di perdere di vista sua madre, proprio come il filler “Nel frattempo...” nel secondo capitolo.
Jhonen basò Psychodoughboy e Mr.Eff su due immagini reali della Styrofoam Pillsbury Doughboy che trovò e ridisegnò. Creò Nailbunny nello stesso momento in cui disegnava la prima pagina in cui il personaggio appariva. Lo stile di Vasquez fu influienzato da Tim Burton e Edward Gorey. Vasquez modellò il suo stile fintanto che disegnava i personaggi.
L'autore creò una tenia di nome Scolex che avrebbe dovuto essere una della voci di Johnny, ma il personaggio non venne mai inserito nella serie ultimata. Vasquez ora usa il nome di Chancre Scolex come il nome d'autore per “Ogni cosa può essere morsa” e per il suo LiveJournal.
Come la maggior parte dei fumetti alternativi, e altri titoli della Slave Labor Graphics, Johnny era di proprietà dell'autore. Nel settembre del 1996, Vasquez annunciò nell'introduzione al sesto fascicolo di Johnny il maniaco omicida che aveva ottenuto abbastanza successo nella sua carriera artistica tanto da potersi permettere di lasciare il suo lavoro giornaliero e di dedicarsi alla sua arte a tempo pieno.
Dal momento in cui le sue pubblicazioni si spostavano da negozi di libri ai grandi magazzini, Vasquez si lamentò del cambiamento nel suo pubblico. Vasquez continuò a creare una serie televisiva per bambini chiamata Invader Zim, e si trovò a disagio all'idea che i fan più giovani di Invader Zim leggessero Johnny, a causa delle scene di violenza che quest'ultimo contiene.

## Stile
Il fumetto è caratterizzato da un forte contrasto tra bianco e nero, con personaggi stilizzati e spigolose forme geometriche. L'uso della prospettiva è molto libero. Le cornici sono molto frastagliate, e certe strisce hanno messaggi nascosti formati da disegni complessi uniti alle cornici. Alcuni dei personaggi sono così magri da ricordare disegni stilizzati a mo' di bastoncini. Molti dei personaggi indossano t-shirt con messaggi molto espressivi che cambiano di scena in scena. Spesso Vasquez rompe la quarta parete utilizzando commenti a margine per parlare del libro, al pubblico o a sé stesso. Le nuvolette del dialogo cambiano a seconda dell'umore del personaggio. Ad esempio dalle nuvolette di Johnny crescono spine quando è arrabbiato.

## Ambientazione
La serie è ambientata nella metà degli anni novanta in una città sconosciuta. Strade urbane in disfacimento, vicoli in ombra e sporchi discount fanno da fondale alla serie. In stato di decadenza e coperti da graffiti ogni cosa è in uno stato di nero decadimento, illuminata solo dai neon delle insegne dal capitalismo. Johnny vive in una casa vecchia decrepita ad un solo piano, all'indirizzo civico 777. La casa possiede un esteso sistema di tunnel nel sottosuolo. Johnny usa le stanze sotterranee come prigioni e camere di tortura, ma anche come spazio dove riporre i corpi delle sue vittime. I tunnel gli forniscono inoltre una serie di collegamenti a vari luoghi, come ad esempio alla case del suo vicino Squee. Johnny percepisce dei continui mutamenti nella casa, anche se non viene rivelato se ciò è dovuto alle forze sovrannaturali ch agiscono sulla casa o se è dovuto alla sua psicosi. Johnny racconta che un giorno trovò quella casa e semplicemente vi si stabilì dentro. Ha inoltre costruito un UFO con la sua pista di atterraggio. Durante la serie, non succede mai che le autorità o la polizia vadano in cerca di Johnny ed anzi sembrano totalmente all'oscuro della sua stessa esistenza. Più anvanti la storia prende luogo nell'aldilà dopo che Johnny di è accidentalmente sparato. Johnny viaggia attraverso prima il Paradiso e poi l'Inferno, ed entrambi finiscono per avere molto in comune con la terra più di quanto Johnny si aspettasse.

## Personaggi principali

### Johnny il Maniaco Omicida
La serie si concentra su Johnny C, un killer squilibrato che ammazza in modi sofisticati chiunque lo irriti. Fa scorrere il sangue delle sue vittime per poterci dipingere le pareti di casa sua per impedire ad un mostro di fuggire. È alto un metro e settantacinque e pesa cinquantadue kilogrammi. Gli piacciono le stelle, le attività senza emozioni degli insetti e guardare le persone mentre vengono rapite dagli alieni, i Cherry “FizWiz” e “Brain-Freezies”, tutti i tipi di film, le Fruity Pops, la luna, i piccoli bambini paffutelli, la soda e disegnare Happy Noodle Boy. Invece non gli piace l'umidità, dormire, il bisogno psicofisico di niente, essere rapito dagli alieni, le persone che “devono andare a fumare”, certe parole (ad esempio “strambo”), andare fuori di testa, le attitudini sataniche, e ricevere un colpo di pistola alla testa. Non si sa molto della storia di Johnny. Tutto ciò che sappiamo è che i genitori di Johnny vennero assassinati da un uomo malvagio, e perciò NNY dovrebbe essere una sorta di combattente della criminalità, o forse no. In realtà, è molto più nemico NNY a sé stesso che non qualsiasi altra persona potrebbe essergli, ovvero ciò che un tempo, prima della sua stessa decomposizione, potrebbe essere stata una mente acuta e intelligente. Johnny, in un certo qual modo, è orribilmente molto più mentalmente malformato rispetto alle persone che lui crede che abbiano rovinato la sua vita.

### Todd "Squee" Casil
Todd Casil, meglio conosciuto come Squee, per il suono che produce quando è spaventato, è un bambino che vive nella casa a fianco a quella di Johnny. Entrambi i suoi genitori lo ignorano completamente (specialmente suo padre che lavora senza sosta e conduce una vita miserabile dopo aver avuto Squee). Il suo amico oltre a Johnny è un piccolo orso di peluche che lui si porta sempre in giro chiamato Shmee. Shmee dice a Squee che tutti i suoi incubi e le sue paure sono dentro di lui. Squee è anche amico del figlio di Satana, con cui va a scuola. Ha una propria serie chiamata Squee!, che venne poi inclusa ne “Il Grande Meraviglioso e Gigante Libro di Indicibili Orrori di Squee”.

## Altri personaggi

### Happy Noodle Boy
C'è anche un fumetto nel fumetto, ovvero “Happy Noodle Boy”, scritto e disegnato dallo stesso Johnny.

### Anne Gwish
Anne Gwish è una giovane gotica che ha una propria mini-serie nella serie di Johnny. Il suo nome è un gioco di parole con “anguish” (angoscia). La sua storia non è minimamente collegata a quella di Johnny, anche se vive nel suo stesso universo fittizio. La striscia che la riguarda è in larga parte una satira alla sottocultura gotica.

### Wobbly-Headed Bob
Wobbly-Headed Bob vive in un universo separato da quello di Johnny, uno abitato da strani animaletti che, eccezion fatta per Bob, vivono in uno stato di innocenza e di beatitudine. Al contrario di loro, Bob è un megalomane che crede di essere la persona più intelligente del mondo, e l'unico che capisce la vera natura della realtà, che vede in modo interamente pessimistico. La sua visione del mondo estremamente negativa lo lascia isolato e depresso. Travolge chiunque incontri con la sua disperazione e spesso li spinge a suicidarsi o a scappare da lui inorriditi.

## Trama
La storia è raccontata tramite vignette che riflettono la mente disturbata di Johnny. Vasquez non fa differenza nella storia tra eventi oggettivi ed eventi soggettivi.

### Capitolo 1
La serie inizia quando Squee si sveglia durante la notte e trova Johny nel bagno di casa sua. Dopo un confronto con l'orsetto di peluche di Squee, Shmee, Johnny se ne va, informando Squee che ora sono vicini di casa. Più avanti un detective cerca di raccogliere le opinioni di Johnny riguardo alla recente serie di omicidi avvenuti in città. Quando l'uomo parla di un possibile caso di vampirismo, Johnny gli spiega che lui deve tenere un muro della sua casa dipinto con il sangue delle sue vittime perché il muro cambia colore ogni volta che si asciuga, quindi spinge a forza l'ispettore contro una finestra coperta di assi, terrorizzando Squee che passava per di là in sella al suo triciclo. Johnny va su tutte le furie armato di cucchiaio con i denti da forchetta nel ristorante “Taco Inferno”, istigato da un vecchio cliente abituale. Johnny uccide tutte le persone presenti nel locale. In seguito guarda il servizio sulla strage al notiziario. Johnny discute con Psychodoughboy e Nailbunny se dovrebbe suicidarsi o no, ma il gruppo viene distratto da un commerciante che vende medicinali contro la diarrea.

### Capitolo 2
Johnny cattura un uomo di nome Edgar Vargas, che Johnny riconosce come innocente e si scusa per aver bisogno del suo sangue. Vargas spiega che non ha paura di morire, grazie alla sua fede: Johnny dopo averlo ucciso non prova il suo abituale senso di soddisfazione. Johnny cattura anche una donna bellissima e le dice che lui la risparmierà perché lui è migliore di lei, ma alla fine la uccide lo stesso rendendosi conto che tutti e due sono disgustosi dentro. Johnny va a un appuntamento con Devi, una cassiera in un negozio di libri; lacerato dalla sua infatuazione per la ragazza e il suo bisogno di saziare i suoi più oscuri appetiti dovuti alla psicosi, Johnny tenta di pugnalarla, ma Devi riesce a scappare dopo aver quasi ucciso Johnny. Più avanti nel capitolo, Johnny fa una corsa in tarda nottata a un discount aperto 24 ore su 24 e 7 giorni su 7 per un "Cherry Brain Freezy" e dopo che il commesso gli dice che non può averne poiché avevano chiuso la macchina, Johnny uccide il commesso, ma non riesce a uccidere anche sé stesso avendo usato l'unico proiettile per uccidere l'uomo.

### Capitolo 3
Johnny sta facendo una passeggiata ascoltando l'Inno alla gioia sul suo lettore CD finché un uomo fuori dal Cafe le Prick non lo insulta poiché Johnny gli ha detto che non fuma. Johnny allora uccide tutte le persone presenti nel caffè, incluso l'uomo che appariva in una delle strisce di “Nel frattempo...” che aveva introdotto nella storia il personaggio di Devi, mentre denuncia i crimini commessi da ciascuna vittima nei suoi confronti o nei confronti della società in generale. Poco dopo si vede il Caffè le Prick distrutto da una esplosione. Un uomo tenta rapisce Squee dopo che quest'ultimo si era separato dalla madre negligente nel centro commerciale, ma Johnny interviene uccidendo l'uomo mentre tiene una lezione al terrorizzato Squee sull'abbietta natura delle persone. Johnny tortura un prepotente ubriacone di nome Krik con un trapano elettrico. Inoltre Johnny rapisce una coppia, Dillon e Tess, dopo che Dillon ha disturbato a Johnny la visione di un film. NNY capisce che non può morire o venire catturato per i suoi omicidi e che i suoi pupazzi (Psychodoughboy e Nailbunny) non sono più sotto il suo controllo.

### Capitolo 4
La discesa di Johnny nella sua personale follia continua. Lui e Nailbunny viaggiano attraverso le viscere della casa e discutono sulla natura della psicosi che affligge Johnny. Nailbunny scava dentro Johnny e lo rimprovera di aver trascurato la sua arte, una cosa in cui Johnny aveva davvero talento e a cui dedicava tutto il suo cuore e la sua anima, per focalizzarsi poi sulla pessima influenza che hanno le altre persone su di lui e viceversa. Più avanti, Johnny parla con Tess nella prigione fintanto che si prepara a torturare Dillon con delle scariche elettriche. Johnny uccide anche uno scarafaggio di nome Mr. Sasma, da Gregor Sasma, il protagonista del racconto breve di Franz Kafka, La metamorfosi, con la convinzione che fosse tornato dall'aldilà. Devi ha vissuto in isolamento da quando Johnny ha tentato di pugnalarla nel capitolo 2. La sua amica Tonja sta aspettando Devi per uscire quella sera, e convince Devi a chiamara Johnny. Dopo un'iniziale riluttanza lo fa; e Devi sente un forte colpo e poi ancora un urlo di dolore. Johnny infatti aveva piazzato un braccio robotico al telefono con una pistola, affinché sparasse se avesse provato a rispondere al telefono nuovamente, per poi ostentare la sua convinzione di essere immortale. Nel mezzo di tutto questo Psychodoughboy gli ricorda che nessuno lo ha mai chiamato prima d'ora e che nessuno lo farebbe mai. Per sorpresa di entrambi però il telefono squilla ancora, e Johnny risponde. La chiamata di Devi innesca il braccio robotico sparando in testa a Johnny, uccidendolo.

### Capitolo 5
Krick prova a liberare Tess prima che un mostro faccia breccia dal muro e uccida Dillon. In seguito Krick racconta a Tess come è finito nelle grinfie di Johnny. Il mostro corre all'impazzata in una stanza piena di vittime incatenate. Tess e Krick corrono dai pupazzi. Mr.Eff è arrabbiato per la morte accidentale di Johnny mentre Psychodoughboy ne è contentissimo. Il mostro prende e uccide i pupazzi finché Tess e Krick salgono le scale fino a trovare Johnny morente. Krick schernisce Johnny, il quale sorprendentemente gli risponde. Prende in giro la forma della testa di Krick fino ad addentrarsi in un monologo disseminato da flussi di coscienza. Infuriato, Krick calpesta il cranio di Johnny finché il mostro apparso dal muro irrompe nella stanza. Krick corre verso la porta principale, ma mentre attraversa la soglia un tentacolo del mostro la taglia in due. Tess guarda nel vuoto e pare affrontare un'esperienza di distaccamento dal corpo. Il capitolo si chiude con il cadavere di Johnny che fluttua nello spazio steso in una sezione del pavimento.

### Capitolo 6
Quando l'anima di Johnny arriva in Paradiso incontra San Pietro che è preda di una crisi vedendo ciò che Johnny ha commesso in tutta la sua vita. In Paradiso Johnny scopre che le anime sono immortali e hanno poteri psichici che includono l'abilità di far esplodere le teste delle persone. Più avanti, Johnny si ritrova davanti a Dio, che è un pigro uomo obeso che siede in una sedia con l'aria esausta. Johnny gli fa alcune domande, ma non ottenendo risposte inizia una filippica in cui dà fiato alle sue frustrazioni. Nel bel mezzo della sua sfuriata viene spedito all'Inferno. Nella sua discesa Johnny incontra Señor Diablo, che fa fare un giro a Johnny dell'Inferno e rivela che Johnny è una creatura scelta per concentrare i prodotti spirituali generati dagli uomini in uno specifico oggetto o punto nello spazio, nel suo caso il muro della casa di Johnny. Una volta morto Johnny, il muro ha rilasciato l'energia negativa accumulata, nel processo di distruzione-costruzione dell'universo. Il Señor Diablo spiega poi a Johnny che può essere resuscitato e riportato al suo piano dell'esistenza. Prima che se ne possa andare però Diablo chiede a Johnny se vuole conoscere il vero scopo della sua vita, il vero significato della sua vita, ma Johnny è talmente concentrato sul brutto abbinamento con la sua nuova giacca che non gli presta attenzione, e la scena si chiude con Johnny che scompare prima che gli sia rivelato ciò che Diablo aveva da dirgli. Johnny allora viene riportato in vita e si ritrova in casa sua.

### Capitolo 7
A dispetto di tutto quello che gli è capitato, e anche a dispetto del suo ruolo di “netturbino”, Johny decide di diventare senza emozioni come un insetto, e di non essere lagato a niente eccetto al minimo essenziale che lo tiene in vita. Un giorno, un killer imitatore di Johnny chiamato “Jimmy” fa visita a Johnny e gli confessa una serie di omicidi, incluso uno stupro menzionato tempo prima a Johnny da Tess, che fa talmente infuriare Johnny da spingerlo ad ammazzare Jimmy con un rampino e a spaccare la sua testa con una mazza. Dopo ciò Johnny prova a chiamare Devi con un messaggio registrato, ma lei lo attacca verbalmente. Johnny uccide un mendicante che gli chiedeva dei soldi piantandogli una freccia nella schiena. Johnny fa visita a Squee e dice al ragazzo che presto se ne andrà per una vacanza, ma mentre sta facendo ciò, il padre di Squee si fa avanti e inizia a dire a Squee in tono calmo quanto sia orribile la sua vita e quanto Squee non sia voluto dalla famiglia. Johnny allora colpisce la schiana del padre di Squee con un robot giocattolo per farlo smettere di parlare, poi dà l'addio a Squee. La serie si conclude con Johnny seduto su un dirupo che guarda la città.

## Spin-off
Johnny il Maniaco Omicida produsse due spin-off: una serie composta da quattro fascicoli intitolata Squee! e un fumetto a soli due episodi chiamato I Feel Sick. La versione formato libro di Squee chiamato “Il Grande Meraviglioso e Gigante Libro di Indicibili Orrori di Squee”, include i filler tagliati nella Versione Integrale. Johnny ha dei cameo alla fine di Squee e nel secondo capitolo di I Feel Sick.

## Filler
Johnny il Maniaco Omicida dà avvio a molti Filler, i quali per la maggior parte non hanno niente a che vedere con la storia principale. Johnny il Maniaco Omicida:Versione Integrale contiene: Happy Noodle Boy, Annunci di Servizio Pubblico, e Anne Gwish mentre “Il Grande Meraviglioso e Gigante Libro di Indicibili Orrori di Squee” include Wobbly-Headed Bob, Nel frattempo... e Vere Storie di Drammi Umani.

### Annunci di Servizio Pubblico
In alcuni capitoli, compare “Annunci di Servizio Pubblico” (Public Service Announcement) che è una parodia delle pubblicità della televisione che trattano temi come la gravidanza in giovane età e l'abuso di sostanze stupefacenti.

### Nel frattempo...
In una delle strisce di “Nel frattempo...” (Meanwhile...) un gruppo di piñatas prende vita per vendicarsi di una ragazza che per il suo compleanno aveva distrutto uno di loro. In un altro, due antichi dei della guerra gestiscono due scuole elementari per guardie di frontiera per riprodurre un'epica battaglia. In un altro ancora, una ragazza gotica naïve, un personaggio che appare anche in I Feel Sick, sogna di diventare un vampiro sexy come quelli che si trovano in Cronache dei vampiri, ma si trasforma invece in una cosa più assomigliante al Conte Orlok. In un'altra delle strisce di “Nel Frattempo...” appare un uomo nervoso, che ha un appuntamento con Devi D., mentre sta tentando di nascondere un esplosivo attacco di diarrea. Infine in un'altra delle strisce appare Jhonen Vasquez stesso.

### Vere Storie di Drammi Umani
La striscia chiamata “Vere Storie di Drammi Umani” (True Tales of Human Drama) parla di argomenti quali ad esempio: un bambino che esplode, un aereo che si schianta su un autobus pieno di boy scout, e un uomo che soffiandosi il naso fa uscire una cosa talmente orribile che un prete gli ordina di gettarsi da un palazzo.

## Merchandise
Lungo gli anni, la Slave Labor Graphics ha venduto articoli incentrati su Johnny il Maniaco Omnicida come ad esempio vestiti, poster e giocattoli. Inoltre la casa editrice del fumetto ha realizzato un sinistro giocattolo schiacciabile, mostrato per la prima volta nel capitolo quarto della serie di Johnny, come parte della sua compagna promozionale per I Feel Sick. Alcuni anni fa era in via di sviluppo un boccale con la forma del mostro apparso dal muro della casa di Johnny con il logo della “question sleep” impresso.